# MMMMH
MMMMH ist ein Improvisationsalbum von Masako Ohta und Matthias Lindermayr. Die um 2021/22 im Unterföhringer Mastermix Studio entstandenen Aufnahmen erschienen am 21. Oktober 2022 auf Squama Recordings.

## Hintergrund
MMMMH heißt das erste Album vom Duo der Pianistin Masako Ohta und des Trompeters Matthias Lindermayr. Während Masako Ohta maßgeblich sowohl der Klassik als auch der zeitgenössischen Moderne verbunden ist, tat sich Lindermayr in erster Linie als Jazz-Solist und als Teil diverser Formationen hervor, notierte Thomas J. Krebs. Kennengelernt haben sie sich 2019, als sie beide einen Musikförderpreis der Stadt München verliehen bekamen.
Der Titel des Albums stammt von einer Freundin der Pianistin, die sagte, sie mag es nicht, am Ende einer Live-Performance zu klatschen, sondern lieber „mmmmh“ zu sagen. Der Name leitet sich außerdem aus den Anfangsbuchstaben der Vornamen des Teams Masako, Matthias, Martin Brugger (Produzent) und Maximilian Schachtner (Artwork) ab.

## Titelliste
- Masako Otha & Matthias Lindermayr: MMMMH (Squama Recordings)

1. Trudelutt 5:03
2. Oli’s Balloon 2:22
3. All Good Things Are Four 5:04
4. Tolv 3:13
5. Sora 3:45
6. Kogia 5:39
7. Ayet 8:49
8. Penguin 4:29
9. La 4:23

Die Kompositionen stammen von Masako Ohta und Matthias Lindermayr.

## Rezeption
„Feine Kost für die Ohren“, hieß es in BR-Klassik. „Erstmal ziemlich gegensätzlich, musikalisch köcheln sie aber gemeinsam ein hinreißendes, tief berührendes und Ohren-schmeichelndes Süppchen.“  Von einem offenen, intensiven und respektvollen Miteinander sei ihre Musik geprägt. Teilweise sei sie komplett frei improvisiert, teilweise entstünden himmlisch zarte oder packend griffige Melodien. Die Musik von Ohta und Lindermayr sei purer Genuss, ohne aber harmlos oder gar kitschig zu sein. „Die zierliche Pianistin und der schlaksige Trompeter lassen ihre Klänge und Geräusche auf so reizvolle und natürliche Weise verschmelzen, als hätten sie jahrelang nichts anderes getan.“ Der Bayerische Rundfunk stellte MMMH auch als „Jazzalbum des Monats“ vor.
Nach Ansicht von Thomas J. Krebs (Jazzzeitung) würden die beiden Musiker ein wunderbar fließendes, homogenes Album präsentieren, obwohl sie aus unterschiedlichen Genres stammen. Dennoch hätten beide eine gemeinsame Verbindung: sie würden sich nicht per se auf eine bestimmte musikalische Richtung festlegen, sondern Stile ausloten und vielseitig wie abwechslungsreich musizieren. Das Album enthalte neun Kompositionen von Lindermayr und Ohta, die leichtfüßig und beruhigend den Hörer in ihren Bann ziehen. Sie würden harmonisch prägnante Miniaturen spielen, aus denen sich beseelte Improvisationen entwickeln. Lediglich kurze Grundthemen würden festgelegt, inspirierte Themen vorgestellt, die mit Fingerspitzengefühl weiter gesponnen werden, darüber schichten sich Improvisationen, ab und zu mit leichter Rhythmik, was den Hörer dabei in eine Art Trance versetze.
Ohta und Lindermayr setzten nicht auf vordergründige Effekte oder Notenakrobatik. Alles Weitere ergibt sich aus der Atmosphäre, dem Moment, in dem beide improvisieren und zusammenfinden. Die Schönheit von MMMMH liege in seiner Einfachheit, lobte Sean Crossey (Xsnoize); nur ein Klavier und eine Trompete zu hören sei alles, was nötig ist, ein Album, in dem man sich wirklich verlieren könne. Hier gebe es keinen Schnickschnack, nur extrem entspannte, wunderschöne Jazzmusik mit klassischem Touch.